# Chiesa di San Colombano Abate (Reggio Emilia)
La chiesa di San Colombano Abate è un luogo di culto cattolico situato nella frazione di Fogliano, in via Fermi, nel comune di Reggio nell'Emilia. La chiesa è sede della parrocchia omonima del vicariato Urbano della Diocesi di Reggio Emilia-Guastalla.

## Storia
La chiesa fu costruita a partire dal 1627 lungo la strada per Scandiano, lungo la quale si stava sviluppando il borgo di Fogliano. In precedenza era operante un piccolo oratorio, tuttora esistente, situato più a valle, presso le rive del torrente Lodola, che già era ricordato nel 1144.
Il nuovo fabbricato fu ultimato nel 1663, mentre negli anni sessanta del XVII secolo furono realizzati la sagrestia, la facciata ed il battistero. Ulteriori restauri furono compiuti tra il 1777 ed il 1780, mentre fra il 1884 ed il 1894 il fabbricato fu allungato di sette metri aggiungendo due cappelle, fu rifatta la facciata nelle forme attuali e ingrandita la sagrestia.

## Descrizione
La chiesa presenta una facciata sobria, con quattro lesene ed un rosone nell'attico. L'interno è a una navata sola e presenta altari con ancone a colonnate. L'altare ligneo è intagliato e dorato, mentre nell'abside del coro vi è una tela con la Madonna del Carmine adorata da San Colombano e da Sant'Antonio da Padova.